# S.D.I.
S.D.I. Es una banda fundada por Reinhard Kruse (bajo y vocales) exmiembro de "Black Jack Co." y Ralf Maunert (batería), reclutaron a otro miembro de Black Jack Co., el guitarrista Franck Tiesing. Después de que en 1986 grabaran el demo "Bloodsucker" fue seguido por el álbum debut "Satan's Defloration Incorporated" y en 1988 después de la grabación de "Sign of the Wicked", el guitarrista Tiesing Franck, se fue de la banda por motivos personales, siendo sustituido por Rainer Rage, con el que grabaron el tercer álbum de la banda "Mistreated" en 1989. La banda se separa ese mismo año después de haber grabado un cuarto disco, el cual nunca fue lanzado, pero las canciones aparecen en las reediciones de sus discos por parte de la disquera "Battle Cry Records" en el año 2005. En noviembre del 2014, después de casi 25 años de separación, la banda anunció su regreso y previas giras para inicios del 2015, en el cual tocarán en varios festivales de Europa durante todo el año.

## Discografía

### Satan's Defloration Incorporated (1986)
1. Quasimodo

2. Panic in Wehrmacht

3. Wanker

4. Absolute Banger

5. Young Blood

6. You're Wrong

7. Chainsaw Massacre

8. I Don't Care

9. Take Off Your Hands

10. I Wanna F..k Ya

11. Bullshit

12. Disappointment

13. Bloodsucker

### Sign of the Wicked (1987)
1. Comin' Again/Sign of the Wicked

2. Megamosh

3. Alcohol

4. Quickshot

5. Always Youth

6. Long Way from Home

7. Killer's Confession

8. Fight

### Mistreated (1989)
1. The Deal

2. Night Of Tears

3. Violence

4. We Want More

5. Kiss Ass

6. Never

7. Mother

8. Mistreated